# Calamagrostis purpurascens
Calamagrostis purpurascens es una especie de hierba de la familia Poaceae. Es originaria de Norteamérica.

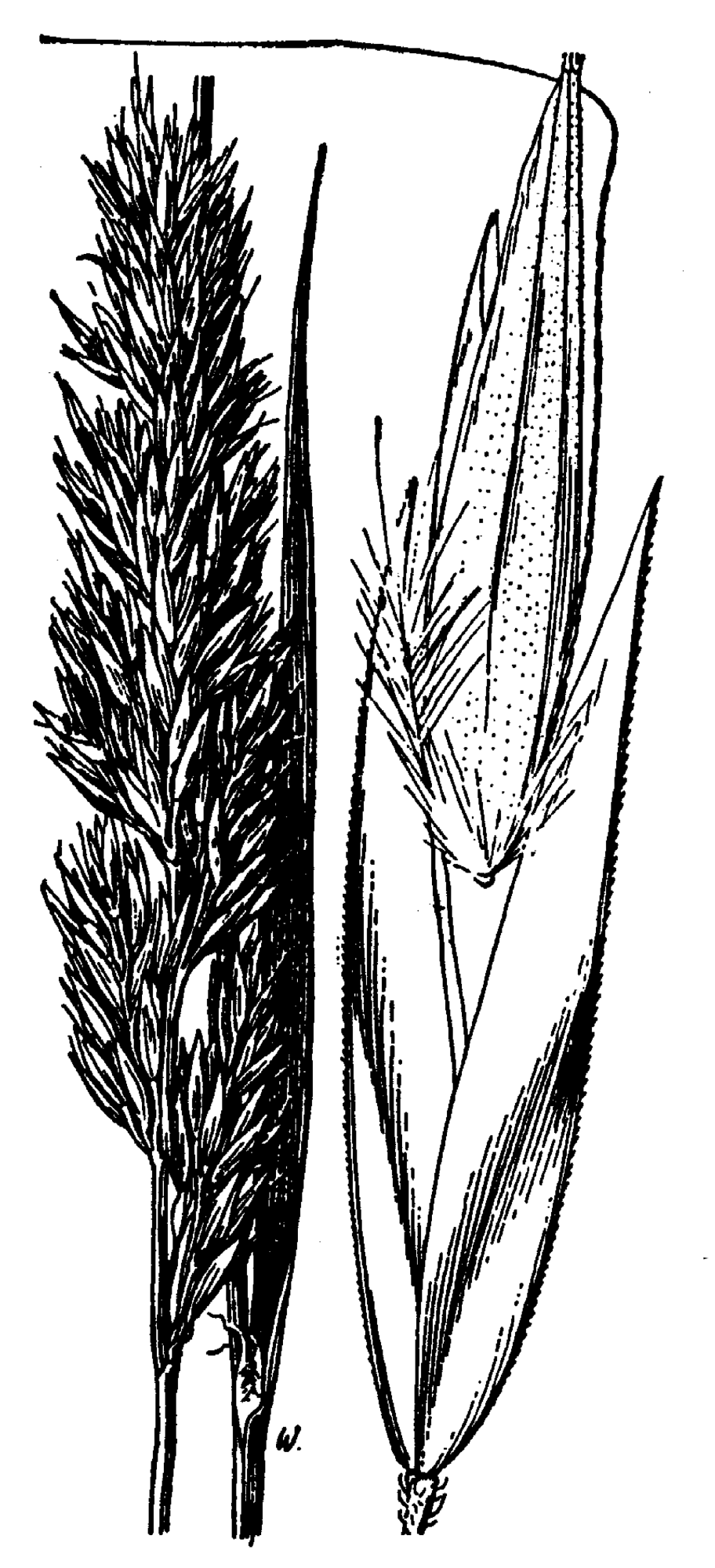
Ilustración

## Descripción
Es una planta perenne herbácea que alcanza un tamaño de  30 a 70 centímetros de altura.

## Distribución
Calamagrostis purpurascens es nativa del norte de América. Es rara y dispersa en el sur de los estados de EE. UU., como Louisiana, donde es un relicto post-glacial. Más al sur, C. purpurascens es también conocido en Chile, donde fue grabado por Rodolfo Amando Philippi en el año 1860. Philippi le dio el nombre Deyeuxia robusta, ahora relegada a la sinonimia.
También se encuentra en Asia (en el este de Siberia).

## Hábitat
C. purpurascens crece en zonas montañosas áridas, desde lo alto de las colinas a cerca de la línea de nieve, a menudo teniendo la raíz en el talud, donde pocas plantas pueden crecer.

## Ecología
Las mariposass Carterocephalus palaemon liban el néctar de las flores de C. purpurascens, y sus larvas se alimentan de los brotes. Ovis canadensis se conoce que pasta esta hierba.

## Taxonomía
Calamagrostis purpurascens fue descrita por Robert Brown  y publicado en Botanical Appendix to Captain Franklin's Narrative 731. 1823.
Etimología
Ver: Calamagrostis
purpurascens: epíteto latino que significa "de color púrpura"
Sinonimia
- Arundo purpurascens (R.Br.) Schult. & Schult.f.
- Calamagrostis arctica Vasey
- Calamagrostis arundinacea f. purpurascens (R.Br.) Gelert
- Calamagrostis arundinacea var. purpurascens (Schult.) Porsild
- Calamagrostis czekanowskiana Litv.
- Calamagrostis laricina (Louis-Marie) Louis-Marie
- Calamagrostis lepageana Louis-Marie
- Calamagrostis maltei (Polunin) Á.Löve & D.Löve
- Calamagrostis sylvatica var. americana Vasey
- Calamagrostis sylvatica var. purpurascens Thurb. ex Vasey
- Calamagrostis urelytra var. macrantha Takeda
- Calamagrostis urelytra var. parvigluma Takeda
- Calamagrostis urelytra var. pumila Takeda
- Calamagrostis vaseyi Beal
- Calamagrostis wiluica Litv. ex Petrov
- Calamagrostis yukonensis Nash
- Deschampsia congestiformis W.E.Booth
- Deyeuxia purpurascens (R.Br.) Kunth
- Deyeuxia purpurascens var. macrantha (Takeda) Ohwi
- Trisetum bongardii Louis-Marie
- Trisetum williamsii Louis-Marie[8][9]